# Městské muzeum Stráž pod Ralskem
Městské muzeum Stráž pod Ralskem se nachází na náměstí 5. května ve Stráži pod Ralskem. Ve stejné budově se nachází také informační centrum.
Budova muzea byla postavena v roce 1912 a původně sloužila jako německá škola. V budově se nachází několik expozic, jedna z nich je věnovaná Stráži pod Ralskem a přilehlé okolí ve fotografiích a kresbách Milana Výboha. Další expozicí je v přízemí školní třída z první poloviny 20. století, dále je část expozice věnována parašutismu, hornictví a těžbu uranu s výstavou minerálů z celé republiky, doplněnou mapami s ukázkou znaků horních měst a fotkami minerálů. V dalších prostorách muzea se nachází expozice hasičů a myslivců, kterou doplňují staré stříkačky a nádoby ručního hašení. Nedílnou součástí expozice jsou spolky působící ve Straži pod Ralskem a velká část expozice je věnována místním rodákům, počínaje zakladateli města, šlechtickým rodem Vartenberků, dále architektu Rudolfu Bitzanovi, Danielovi Mayerovi, pražskému arcibiskupovi, Vilémovi Gablerovi, poslanci Českého zemského sněmu a Říšské rady a Heinrichovi Bibererovi, baroknímu skladateli.